# فرودگاه ماونت مگنیت
فرودگاه ماونت مگنیت (به انگلیسی: Mount Magnet Airport) یک فرودگاه همگانی با کد یاتا MMG است . این فرودگاه در کشور استرالیا قرار دارد و در ارتفاع ۴۱۳ متری از سطح دریا واقع شده‌است.

## شرکت‌های هواپیمایی و مقصدهای پروازی
| شرکت‌های هواپیمایی | مقصدهای پروازی |
| ----------------- | -------------- |
| اسکیپرس اوییشن    | میکاتارا، پرث  |